# Mark Warner
Mark Robert Warner (Indianápolis, 15 de dezembro de 1954) é um político dos Estados Unidos, membro do Partido Democrata. Foi Governador da Virgínia (2002-2006).
Nasceu em Indianapolis, Indiana. Cresceu no Illinois e depois no Connecticut. Frequentou a George Washington University, e em 1977 tornou-se no primeiro membro da sua família com estudos universitários. Em 1980 completou o curso de direito na Universidade de Harvard.
Em 1989 ajudou a dirigir a campanha para Governador da Virgínia de Douglas Wilder, que se converteria no primeiro Governador afro-americano na história da Virgínia. Presidiu ao Partido Democrata na Virgínia, e foi candidato derrotado para o Senado dos Estados Unidos em 1996.
O seu grande momento chegaria em 2001. Nesse ano decidiu apresentar-se como candidato a Governador da Virgínia. Durante a campanha defendeu que a mudança tecnológica estava a desenhar a economia e a qualidade de vida dos cidadãos, e advogou por entender as mudanças necessárias, desde a maneira de educar as crianças até à reforma do sistema de impostos. Ganhou a eleição e converteu-se no primeiro governador democrata do estado em mais de dez anos, num momento no qual não havia nem um só oficial eleito a nível estatal que fosse democrata na Virgínia. Teve que governar com uma assembleia legislativa controlada pelos republicanos.